# Fort Mill
Fort Mill es un pueblo ubicado en el condado de York en el estado estadounidense de Carolina del Sur. La localidad en el año 2000 tiene una población de 7.587 habitantes en una superficie de 12 km², con una densidad poblacional de 642 personas por km². 

## Geografía
Fort Mill se encuentra ubicado en las coordenadas 35°0′21″N 80°56′49″O / 35.00583, -80.94694. Según la Oficina del Censo, el pueblo tiene un área total de 12 km² (4,6 mi²), de la cual 11,8 km² (4,6 mi²) es tierra y 0,2 km² (0,1 mi²) (1.3%) es agua.

### Localidades adyacentes
El siguiente diagrama muestra a las localidades en un radio de 12 kilómetros (7,5 mi) de Fort Mill.

## Demografía
En el 2000 la renta per cápita promedia del hogar era de $44.627, y el ingreso promedio para una familia era de $56.538. El ingreso per cápita para la localidad era de $20.519. En 2000 los hombres tenían un ingreso per cápita de $42.469 contra $27.253 para las mujeres. Alrededor del 10.10% de la población estaba bajo el umbral de pobreza nacional. 